# Asia Express

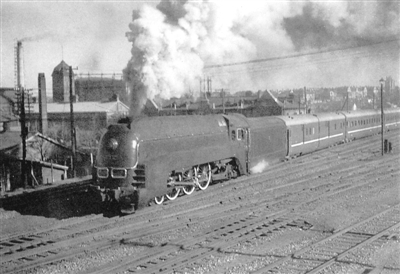
El Asia Express circulando por el Ferrocarril del Sur de Manchuria.

El Asia Express (あじあ号 Ajia-gō?) fue un tren expreso construido y operado por el Ferrocarril del Sur de Manchuria («Mantetsu»), entre 1934 y 1943. La imagen del Asia Express atravesando las praderas manchúes se convirtió en un icono de Manchukuo.

## Historia
Las locomotoras empleadas por los trenes del Asia Express, conocidas como tipo «Pashina», fueron construidas por Kawasaki Heavy Industries y por la Planta Shahekou de Kwantung. Los trenes alcanzaban una velocidad máxima de 120-140 kilómetros por hora, superando al sistema ferroviario chino y rivalizando con los ferrocarriles de Estados Unidos y Europa. El Asia Express pronto se convirtió en un símbolo de la tecnología y la modernización de Manchukuo, y fue utilizado en la propaganda japonesa como un ejemplo del éxito del proyecto imperialista nipón. La Mantetsu lo representó en muchos de sus folletos y carteles, y los libros de texto infantiles de Manchukuo incluían pasajes sobre el tren.
El expreso, que era operado por la compañía Ferrocarril del Sur de Manchuria, era un símbolo de modernidad. Revestido por una cubierta aerodinámica, el Asia Express conectaba las ciudades de Dairen y Harbin —a través de Shinkyō—, un trayecto de 700 kilómetros que podía hacerse en unas ocho horas. El expreso contaba con refrigeradores de aire acondicionado a bordo, así como un coche trasero equipado con una cubierta de observación de vidrio y con salón completo, con sillas de cuero y estanterías, una comodidad poco habitual en los trenes de la época en cualquier lugar del mundo. La imagen de estos trenes atravesando las praderas manchúes se convirtió en un icono del nuevo estado de Manchukuo, y en un símbolo de dominio sobre la naturaleza. Posteriormente, las circunstancias de la Segunda Guerra Mundial hicieron que el servicio se suspendiese indefinidamente desde el 28 de febrero de 1943 cuando las autoridades militares japonesas destinaron el tren a usos puramente bélicos.
Tras la desaparición de Manchukuo en agosto de 1945, el Asia Express fue incautado por las autoridades soviéticas y chinas, algunas maquinarias fueron llevadas a la URSS y las partes restantes del tren pasaron a servir en los Ferrocarriles Estatales de China.